# Tiranet cuablanc
El tiranet cuablanc (Mecocerculus poecilocercus) és un ocell de la família dels tirànids (Tyrannidae).

## Hàbitat i distribució
Habita els boscos dels Andes de Colòmbia, Equador i est del Perú.